# 리오넬 스칼로니
리오넬 세바스티안 스칼로니(스페인어: Lionel Sebastián Scaloni, 1978년 5월 16일~)는 아르헨티나의 전직 축구 선수이자 현 축구 지도자로 선수 시절 포지션은 윙백이었으며 현재 아르헨티나 축구 국가대표팀 감독직을 맡고 있다.

## 어린 시절
1978년 5월 16일, 아르헨티나 로사리오 시 외곽에 있는 시골인 푸하토(Pujato)에서 옥수수와 완두콩 농사를 짓는 집안에서 태어났다.

## 선수 경력

### 구단 경력
1995년 뉴얼스 올드 보이스에서 선수 활동을 시작하여 1996년 에스투디안테스 데 라 플라타를 거쳐 1998년 스페인 프리메라리가의 데포르티보 라코루냐 이적을 통해 유럽 리그에 진출한 뒤 2006년까지 데포르티보의 주축으로 맹활약하며 프리메라리가 1999-2000 우승, 코파 델 레이 2001-02 우승, 스페인 슈퍼컵 2회 우승(2000, 2002), 2003-04년 UEFA 챔피언스리그 4강 진출, 2005년 UEFA 인터토토컵 준우승 등에 기여했다.
이후 2006년 잉글랜드 프리미어리그 웨스트햄 유나이티드로 건너가 2005-06 시즌 잉글랜드 FA컵 준우승에 혁혁한 공을 세웠으며 그 뒤 2006년부터 2015년까지 라싱 산탄데르, SS 라치오, RCD 마요르카, 아탈란타 BC에서 활동한 후 2014-15 시즌을 끝으로 현역에서 물러났다.

### 국가대표팀 경력
아르헨티나 U-20 대표팀의 일원으로 1997년 FIFA U-20 월드컵에 출전하여 U-20 월드컵 통산 3번째 우승에 크게 기여했으며 특히, 8강전에서 이 당시 아다이우통을 내세워서 조별리그에서 대한민국을 10-3, 16강에서 벨기에를 10-0이라는 거짓말 같은 대승을 거두고 올라온 브라질을 상대로 선제골을 넣어 팀을 2-0으로 승리하게 했다. 2003년 4월 30일 리비아와의 친선 경기에서 국제 A매치 데뷔전을 치른 이후 2006년 FIFA 월드컵 대표팀 엔트리에 깜짝 발탁되어 멕시코와의 16강전에 출전하여 팀의 8강 진출에 일조한 뒤 2006년 월드컵을 끝으로 국가대표팀 유니폼을 반납했다.
이 당시의 스칼로니는 리오넬 메시와 동일한 선수로서 같이 활약했지만 이후 리오넬 메시와는 선수와 감독 사이로 다시 만나게 된다.

## 지도자 경력
2016년 스페인 프리메라리가의 세비야 FC의 수석코치로 선임되어 본격적인 지도자 커리어를 시작했다.
2016-17 라리가 4위의 성적을 이끈 후, 2017년부터 2018년 FIFA 월드컵까지 아르헨티나 축구 국가대표팀 수석코치를 맡았다. 2018년 FIFA 월드컵을 마감한 후 호르헤 삼파올리 감독이 사퇴하자, 감독 대행을 거쳐 삼파올리의 후임으로 아르헨티나의 감독으로 승격했다. 이 과정에서 고작 40살 밖에 안 된 스칼로니에게 감독직을 내준 아르헨티나 축구 협회에서 낙하산 인사 논란이 있었지만 사실 여기에는 아주 웃긴 사연이 있었는데, 아르헨티나 축구 협회에서 재정에 문제가 발생해, 다른 감독을 고용할 돈이 없어서 그냥 스칼로니에게 급여를 적게 주는 대신 감독으로 승격시킨 것이다. 2019년 코파 아메리카 4강 진출을 지휘했으나 4강에서 라이벌인 브라질에 0-2로 완패하며 결승 문턱에서 주저앉았다.
그러나 2년 뒤 또 한번 브라질에서 열린 2021년 코파 아메리카 결승전에서 홈팀 브라질을 상대로 앙헬 디 마리아의 선제골이자 결승골을 끝까지 잘 지켜내며 전 대회 4강전에서의 패배를 설욕하면서 1993년 이후 28년만의 아르헨티나의 통산 15번째 코파 아메리카 우승을 이끌었다.
그리고 2022년 FIFA 월드컵 남미 지역 예선에서도 17경기 11승 6무·2위의 성적으로 13회 연속 월드컵 본선행을 이끌었으며 또한 남미 예선에서 무패의 성적으로 본선에 오른 건 풀리그 방식으로 변경된 1998년 남미 지역 예선 이후 처음이자 그 이전인 1994년 남미 지역 예선 콜롬비아(4승 2무) 이후 29년만의 일이다.
물론 사우디아라비아와의 C조 1차전에서 1-2로 충격적인 역전패를 당하며 불안한 출발을 보이는 듯했으나, 이후 6경기에서 유연한 경기 운영을 발휘해 4승 2무의 놀라운 성적으로 승승장구하며 디에고 마라도나가 활약했던 1986년 이후 36년만에 아르헨티나의 통산 3번째 월드컵 우승을 지휘했다. 이 과정에서 만나는 팀마다 다른 전술을 사용했는데 크로아티아를 상대로는 윙어 없이 미드필더 라인만 4명을 배치해 허리를 매우 탄탄하게 해서 크로아티아를 쉽게 이기고 결승에 진출했으며 프랑스 전에서는 그 동안 계속 숨겨왔던 앙헬 디 마리아를 선발 출장시켜 프랑스의 약점을 이용해서 일방적으로 이기고 있었으나 디 마리아를 교체하자마자 팀 밸런스가 붕괴되어 승부차기까지 가는 접전 끝에 우승을 달성했다.
2022년 FIFA 월드컵에 참가할 당시의 나이가 만 44세로, 2022년 FIFA 월드컵 참가 감독 중 최연소 감독이다.
2022년 말에는 감독으로서는 매우 짧은 경력임에도 불구하고 2022년 FIFA 월드컵에서 아르헨티나 축구 국가대표팀의 통산 3회 우승을 달성한 공로를 높이 사 카를로 안첼로티와 펩 과르디올라를 제치고 2022년 최우수 감독으로 뽑혔다.
2023년에 이르러서는 이중 국적자들을 계속 수집해 모으고 있다. 알레한드로 가르나초 역시 스칼로니가 설득해 아르헨티나 축구 국가대표팀으로 불러들인 선수이다.
2026년 FIFA 월드컵 남미 지역 예선에서는 첫 4경기를 전승으로 장식해서 현재 단독 1위이다. 또한 2018년 취임한 이래 2023년까지 총 전적 65전 48승 12무 5패로 승률이 70%에 달한다. 2024년까지의 남미 지역예선의 경기 결과 승점 25점(12전 8승 1무 3패)으로 대륙간 플레이오프 진출권을 조기에 획득했다. 아르헨티나는 1~2회 정도만 더 승리하면 본선에 직행한다.
2024년 코파 아메리카에서는 조별리그를 3전 전승으로 마무리했다. 8강에서 에콰도르와 승부차기를 한 끝에 이기고, 4강에서 캐나다, 결승에서 콜롬비아를 이기고 아르헨티나를 통산 16회차 코파아메리카 우승을 달성하게 했다. 이는 기존의 공동 1위였던 우루과이를 제치고 단독 1위의 기록이다.
2025년 3월 아르헨티나는 본선 직행을 확정지었으며 2025년 6월에는 16전 11승 2무 3패라는 기가 막힌 전적으로 남미 예선 1위를 확정지었다.

## 개인사
2023년 아르헨티나 대통령 선거 시기가 되자 클라우디오 타피아 아르헨티나 축구협회 회장이 스칼로니에게 세르히오 마사와 같이 선거 홍보용 기념사진을 촬영하라는 명령을 내렸다. 하지만 스칼로니는 "나를 정치에 연루시키지 마라, 나는 축구만 하는 사람일 뿐이다"라는 말로 이를 거절했다. 이 여파로 인해 2025년 월드컵 지역예선에서 4연승을 거둔 상황임에도 불구하고 5차전에서 우루과이와의 경기를 패했다. 하지만 이런 방해 요소가 없는 우루과이와의 재대결에서는 되려 우루과이를 일방적인 경기력으로 눌러버리고 이겼다. 더군다나 우루과이와의 재대결에서는 리오넬 메시는 결장했다.

## 수상 경력

### 클럽 (선수)
데포르티보 라코루냐
- 라리가 : 우승 (1999-2000), 준우승 (2000-01, 2001-02)
- 코파 델 레이 : 우승 (2001-02)
- UEFA 인터토토컵 : 준우승 (2005)
- 수페르코파 데 에스파냐 :  우승 (2000, 2002)

 웨스트햄 유나이티드
- 잉글랜드 FA컵 : 준우승 (2005-06)

### 국가대표팀 (선수)
아르헨티나 U-20
- FIFA U-20 월드컵 : 우승 (1997)

### 국가대표팀 (지도자)
아르헨티나
- 코파 아메리카 : 우승 (2021)우승 (2024)
- FIFA 월드컵 : 우승 (2022)

### 개인
- FIFA 올해의 감독상 : 2022